# کمبلی (جورجیا)
کمبلی، جورجیا (به انگلیسی: Chamblee, Georgia) یک شهر در ایالات متحده آمریکا با جمعیت ۱۵٬۷۹۰ نفر است که در شهرستان دیکلب، جورجیا واقع شده‌است.

## موقعیت جغرافیایی
موقعیت جغرافیایی شهرها و مناطق اطراف به شرح زیر است: